# فیبر با پاشش جابجاشده ناصفر
فیبر با پاشش جابجاشده ناصفر (اِن‌زِددی‌اِس‌اِف) (اختصاری NZDSF)، مشخص شده در ITU-T G.655، نوعی فیبر نوری تک‌مُد است که برای غلبه بر مشکلات فیبر با پاشش جابجاشده طراحی شده است. اِن‌زِددی‌اِس‌اِف در دو ویژگی اصلی موجود است: اِن‌زِددی+ و اِن‌زِددی- که در طول‌موج‌های با پاشش‌صفر متفاوت هستند. اینها معمولاً به ترتیب، حدود ۱۵۱۰ نانومتر و ۱۵۸۰ نانومتر هستند. از آنجایی که نقطه پراکندگی صفر اِن‌زِددی‌اِس‌اِف خارج از پنجره ارتباطاتی معمولی است، مخلوط‌سازی چهارموج و سایر اثرات غیرخطی به حداقل می‌رسد. از دیگر انواع اِن‌زِددی‌اِس‌اِف می‌توان به آراِس-اِن‌زِددی‌اِس‌اِف[نیازمند توضیح بیشتر] اشاره کرد که دارای شیب کاهش یافته در تغییر پاشش و هسته بزرگ اِن‌زِددی‌اِس‌اِف است که باعث کاهش بیشتر اعوجاج غیرخطی باقیمانده تحت توان پرتاب بالا می‌شود.
برخی از مسیرهای فیبر نوری با مسافت طولانی (دوربُرد)، بخش‌های اِن‌زِددی+ و اِن‌زِددی- را به‌طور متناوب جایگزین می‌کنند تا جبران خودپاشش را با پاشش یکنواخت کم در سراسر پنجرهٔ حداقل تلفات در ۱۵۵۰ نانومتر فراهم کنند.